# Crassispira sacerdotalis
Crassispira sacerdotalis é uma espécie de gastrópode da família Pseudomelatomidae.
É endémica de São Tomé e Príncipe.